# Raja pulchra
Raja pulchra är en rockeart som beskrevs av Liu 1932. Raja pulchra ingår i släktet Raja och familjen egentliga rockor. IUCN kategoriserar arten globalt som sårbar. Inga underarter finns listade i Catalogue of Life.